# Ponto Novo
Ponto Novo is een gemeente in de Braziliaanse deelstaat Bahia. De gemeente telt 14.734 inwoners (schatting 2009).